# Chiesa di San Corbiniano
La chiesa di san Corbiniano è una chiesa parrocchiale situata in via E. Wolf Ferrari, nella frazione di Infernetto nel comune di Roma, edificata nel 2009-2010 e consacrata nel 2011.

## Storia
La parrocchia è stata istituita il 20 ottobre 1989 con il nome di San Guglielmo, ed è stata ridenominata nel 2008; la chiesa è stata consacrata il 20 marzo 2011 da Benedetto XVI (la prima pietra è stata posta il 25 giugno 2006).

## Descrizione
Il complesso parrocchiale che comprende la chiesa, di circa 2.200 m², è stato edificato su progetto dell'architetto Umberto Riva. Offre una prospettiva identica ai fedeli provenienti da via Wolf Ferrari e da via Cilea, con l'intento di presentarsi come una casa accogliente e visibile da tutti.
Il complesso è organizzato in due tronconi uniti da uno snodo centrale attraverso il quale si accede a due strutture dedicate al culto e ai momenti di aggregazione, agli incontri e all'attività di catechesi. La prima struttura è a sua volta è suddivisa in tre zone: la chiesa centrale, la cappella feriale e la zona alloggi dei sacerdoti e servizi. Un lungo corridoio laterale porta all'entrata dagli alloggi e allo snodo posteriore adiacente alla parte destinata all'oratorio. La seconda struttura comprende invece gli uffici parrocchiali, le sale per le catechesi ed il salone parrocchiale di circa 200 m², servizi compresi. Presente anche un ampio cortile interno, per le attività sportive, ricreative e di aggregazione, ed una zona destinata a parcheggio.
Sulla chiesa insiste il titolo cardinalizio omonimo.